# Crouchina
Crouchina es un género de foraminífero bentónico de la familia Discorbidae, de la superfamilia Discorboidea, del suborden Rotaliina y del orden Rotaliida. Su especie tipo es Crouchina taguscovensis. Su rango cronoestratigráfico abarca el Holoceno.

## Clasificación
Crouchina incluye a la siguiente especie:
- Crouchina taguscovensis